# اليافعي
عفيف الدين أبي السّعادات، أبو محمد عبد الله بن أسعد بن علي بن سليمان بن فلاح اليافعي نسباً المكّي موطناً والشّافعي مذهب، نزيل مكة وقطب الحرم وشيخه، الإمام العامل والمؤرخ المسلم، صاحب كتاب مرآة الجنان وعبرة اليقظان في معرفة حوادث الزمان المسمى بتاريخ اليافعي، والملقب بشيخ الحجاز.

## مولده ونشأته
ولد حوالي سنة 696هـ في جبال يافع، جنوب اليمن حالياً ونشأ بها على خير وصلاح وظهرت عليه آثار الفلاح، وكان في صباه مُلازماً لبيته تاركاً لما يشتغل به أقرانه من الصبية من اللعب ولم يكن يشتغل بشيء غير القرآن والعلم.
فلما رأى والده آثار الفلاح ظاهرة عليه بعث بهِ إلى مدينة عدن لطلب العلم على أيدي شيوخ عدن وحواضر اليمن، وقرأ القرآن على الفقيه الصالح محمد بن أحمد البصال المعروف بالذهبي، فحفظ القرآن الكريم وبعض المتون
وعند ختمه القرآن أولم معلمه الفقيه البصّال وليمة كبيرة وأطعم الناس.
كما أخذ العلم في هذه المرحلة عن عدد من الشيوخ منهم الشيخ شرف الدين أحمد بن علي الحرازي قاضي عدن ومفتيها ومعلمه البصّال وغيرهم.
قال اليافعي: وأول من ألبسني خرقة الصوفية الشيخ مسعود الجاويّ بعدن، وانا منعزل في مكان، فقال: وقع الليلة لي إشارة أن أُلبسك الخرقة فألبسنيها.
وصحب الشيخ علي بن عبد الله الطواشي، وهو الذي سلَّكه الطريق، يقول اليافعي عن نفسه: وترددت، هل أنقطع إلى العبادة أو العلم؟ وحصل لي من أجل ذلك هَمُّ كثير، وفكر شديد، ففتحت كتاباً على قصد التبُّرك والتفاؤل، فرأيت فيه ورقة لم أرها من قبل ذلك، مع كثرة نظري فيه، وفيها هذه الأبيات:
قال: فسكن ما عندي، وشرح الله صدري لملازمة العلم.

## حياته
وعندما شب رحل لتحصيل العلم، فدخل القدس ودمشق والقاهرة، وأخذ عن أعلام الفقه والحديث واللغة فيها، وحج غير مرة ليستقر في الحجاز متردداً بين مكة والمدينة المنورة، وقد مال إلى التصوف فدرس علومه وانسلك في طُرقه وحفظ كتبه وكتب الفقه والنحو حتى صار شيخ وقته في الفقه والحديث والتصوف، فضلاً عن براعته في التاريخ والعربية والادب، واشتغل بالتدريس والإفادة والتصنيف[ ؟ ]
ثم حج سنة 712 هـ، ثم عاد إلى اليمن وصحب الإمام علياً المعروف بالطواشي، وانتفع به، ثم رجع إلى مكة سنة 718 هـ، وأقام بها وتزوج، وسمع علي الرضى الطبري، والنجم الطبري، وغيرهما.
رحل إلى الشام سنة 734 هـ، وزار القدس والخليل وأقام بها عدة شهور، ثم زار مصر وتنقّل في مدنها، واجتمع بعدد من العلماء[ ؟ ] وأخذ عنهم، وكان يحج سنوياً طول فترة غيابه، ثم عاد إلى مكة وأقام بها.
وقد جاور ب المدينة المنورة مراراً، وطالت إقامته في إحداها، وتزوج بها.
تصدى للتصنيف والإقراء والاسماع، وأخذ عنه عدد من العلماء منهم: الزين العراقي، والجمال بن ظهيرة.
. كان اليافعي من أهل علم الظاهر والباطن، فقيهاً
زاهداً متصوفاً في آرائه وسلوكه، يحب الخلوة والانقطاع عن الناس، والسياحة في
الفيافي والجبال، معظّماً ابن عربي، متبعاً طريقته في التصوف، وقد تجرد عشر سنين
منقطعاً للعبادة والتأمل في الحرمين الشريفين[ ؟ ]، وكان كثير البر والصدقة والإيثار،
متواضعاً مترفعاً عما بيد الناس مع الفقر والعفاف، معرضاً عن الدنيا ومفاتنها، مربياً للطلاب والمريدين، فصار إماماً يسترشد بعلومه، ويقتدى بسلوكه في العمل والإخلاص، يقدره الناس حق قدره، ويكبرون علمه وخلقه، ويعتقدون بكراماته الظاهرة وكشوفه
الجليلة فاشتهر ذكره وبعد صيته، وأثنى عليه أهل العلم من معاصريه ومترجميه.
وكان كثير العبادة والورع، منقطع القرين في الزهد، وافر الصلاح والعزلة، شديد الإيثار للفقراء، وكان عارفاً بالفقه والأصول وعلوم العربية، والفرائض والحساب، وغيرها من فنون العلم، وقد أثنى عليه كثير من العلماء والأدباء، منهم: الإمام بدر الدين حسن بن حبيب أديب حلب، وجمال الدين الإسنوي في «طبقاته» وغيرهما.
حتى وافته المنية وتوفي في مكة المكرمة سنة 768 للهجرة
وحجَّ الفرض سنة (712) للهجرة، وعاد إلى عدن وحبب الله إليه الخلوة والانقطاع والسياحة في الجبال وصحبة الفقراء والصوفية.
ثم عاد إلى مكة سنة (718) للهجرة وتزوج هناك، وجاور بها مدّة مُلازماً العلماء، فقرأ الحاوي الصغير على القاضي نجم الدين الطبري قاضي مكة، ولمَّا فرغ من قراءته، قال القاضي نجم الدين الطبري لحاضري الختم: أشهدوا على أنه شيخي فيه.
وقرأ أيضاً «مسند الشافعي» و«فضائل القرآن» لأبي عبيد، وتاريخ مكة للأزرقي وغير ذلك.
وتجرد الإمام اليافعي عن الاشتغال والعوائق مدة عشر سنين، وجعل يتردد في تلك المدة بين الحرمين الشريفين، يُقيم في هذا مدّة وفي ذاك مُدّة.
ورحل إلى الشام سنة (734) هجرية ودخل دمشق وزار القدس والخليل، وأقام بالخليل نحو مائة يوم.
ثم قصد الديار المصرية في نفس العام، مُخفياً أمره، فزار تربة الشافعي، وغيره من المشاهير، وكان مقامه في مشهد الشيخ ذي النون المصري. وحضر عند الشيخ حسن الحاكي في مجلس وعظٍ كان يقيمه في الجامع الذي يخطب فيه بالقاهرة، وعند الشيخ عبد الله المنوفي المالكي بالمدرسة الصاليحية، وزار الشيخ محمد المر شدي بمُنية مُرشد من الوجه البحري، وبشره بأمور، ثم قصد الوجه القبلي فسافر إلى الصعيد.
ثم رجع إلى الحجاز وأقام بالمدينة مده، ثم عاد إلى مكة ولازم المجاورة والاشتغال بالعلم والعبادة وتزوج وأولد بها في هذه المدة.
وفي عام (738) هجرية قصد اليمن لزيارة شيخه الشيخ علي الطواشي وغيره من الصالحين ومع هذه الأشغال كلها لم تفته حجَّة واحدة.
قال العلامة أبي العباس أحمد بن أحمد عبد اللطيف الشرجي ألزبيدي المتوفى سنة (893) هجرية صاحب كتاب «طبقات الخواص»: -
" يروى عنه أنه لما قصد المدينة لزيارة النبي ﷺ قال: (أي اليافعي) لا أدخل المدينة حتى يأذن لي النبي ﷺ قال: فوقفت على باب المدينة أربعة عشر يوماً فرأيت النبي ﷺ في المنام فقال لي: يا عبد الله أنا في الدنيا نبيك وفي الآخرة شفيعك وفي الجنة رفيقك، واعلم أن في اليمن عشرة أنفس من زارهم فقد زارني ومن جفاهم فقد جفاني، فقلت ومن هم يا رسول الله ؟ قال: خمسة من الاحياء وخمسة من الاموات، فقلت من الاحياء ؟ فقال: الشيخ علي الطواشي صاحب حلى والشيخ منصور بن جعدار صاحب حرض ومحمد بن عبد الله المؤذن صاحب منصورة المهجم والفقيه عمر بن علي الزيلعي صاحب السلامة، والشيخ محمد بن عمر النهاري صاحب برع، والاموات أبو الغيث بن جميل، والفقيه إسماعيل الحضرمي، والفقيه أحمد بن موسى بن عجيل، والشيخ محمد بن أبي بكر الحكمي، والفقيه محمد بن حسين البجلي، قال: فخرجت في طلب القوم وليس الخبر كالمعاينة، ومن شك فقد أشرك، فأتيت الأحياء فحدثوني وأتيت الأموات فحدثوني، فلما أتيت الشيخ محمد النهاري، قال مرحباً برسول رسول الله ﷺ فقلت له: بما نلت هذا ؟ فقال: قال الله عز وجل: { واتقوا الله ويعلمكم الله } فأقمت عنده ثلاثة أيام ثم انصرفت إلى مدينة النبي ﷺ فوقفت على بابه أربعة عشر يوماً أيضا، فرأيته ﷺ فقال زرت العشرة ؟ فقلت نعم إلا أنك أثنيت على أبي الغيث، فتبسم  وقال: أبو الغيث غدا أهل من لا أهل له، فقلت: أتأذن لي بالدخول ؟ فقال: ادخل انك من الآمنين. انتهى.".
وفي حوالي عام (739) هجرية عاد إلى مكة وعكف على التصنيف، وصنف عدة مصنفات في أنواع شتى من العلوم، كلها مفيدة نافعة.
كان الإمام اليافعي رحمه الله محباً للفقراء يؤثرهم على نفسه مع فقره مترفعاً على ما بأيدي أهل الدنيا، كثير الإيثار والصدقة، يصرف أوقاته في وجوه البر. وكان الإمام رضي الله عنه وليً صالحاً، صاحب كرامات مشهورة، شاعراً متصوفاً، عارف بالفقه والأصول والعربية والفرائض والحساب وغير ذلك من فنون العلم والمعرفة، مع الورع والزهد والعبادة. ومن إحدى كراماته «أنه حصل بين المَسْفَلة والمَعلاة من أهل مكة فتنه كبيرة وظهر لأهل المسفله من أنفسهم العَجزُ فتشفّعوا بالشيخ إلى أهل المعلاة ليكفوا عن قتالهم فلم يقبل أهل المعلاة شفاعته وبادر ا لحرب أهل المسفلة فغلب أهل المسفلة على أهل المعلاة ببركة الشيخ عبد الله».
وألف تلميذه، أحمد بن أبي بكر بن سلامة كتاب يتحدث عن كرامات ومناقب الإمام عبد الله بن أسعد، أسماه (المسلك الأرشد في مناقب عبد الله بن أسعد).

## مؤلفاته
وكان اليافعي مؤلفًا مكثرًا في علوم القرآن الكريم
والحديث الشريف والفقه والتصوف والتاريخ
صنّف الكثير من المؤلّفات وفيما يأتي قائمة بما ذُكِر منها في ترجمته:
1. مرآة الجنان وعبرة اليقظان في معرفة حوادث الزمان وتقلب أحوال الإنسان وتاريخ موت بعض المشهورين من الأعيان
2. مختصر الدر النظيم في فضائل القرآن العظيم والآيات والذكر الحكيم.
3. كتاب العقيدة.
4. كتاب «شمس الإيمان وتوحيد الرحمن وعقائد الحق والإيقان.
5. كتاب «نور اليقين وإرشادات أهل التمكين».
6. كتاب «نشر المحاسن الغالية في فضائل المشايخ أولي المقامات العالية».
7. كتاب «روض الرياحين في حكايات [مناقب] الصالحين» بتحقيق محمد أديب الجادر، وعدنان عبد ربه.
8. و«الرسالة المكية في طريق السادة».
9. أطراف التّواريخ.
10. أرجوزة في معرفة الشّهور الروميّة.
11. روض البصائر ورياض الأبصار في معالم الأقطار والأنهار الكبار.
12. مرهم العلل المعضلة في دفع الشّبه والرّد على المعتزلة.
13. كفاية المعتقد ونكاية المنتقد (قصيدة في العقائد).
14. سراج التّوحيد الباهج النّور في تمجيد صانع الوجود مقلّب الدّهور.
15. مختصر سراج التّوحيد الباهج النور.
16. شمس الإيمان وتوحيد الرحمن في عقيدة أهل الحق والإتقان.
17. الشّاش المعلم لكتاب المرهم، وقد لخّص فيه كِتاب ' تبيين كذب المفتري فيما نسب إلى الإمام أبي الحسن الأشعريّ' لابن عساكِر، وزاد على رجاله، فترجم ما يزيد على مئة من أئمّة الأشعريّة.
18. مناقب الإمام المائة من أئمة الأشعريّة.
19. أشرف المفاخر العليّة في مناقب الأئمة الأشعريّة، (وقد تكون هذه الثّلاثة في الأصل كِتابًا واحدًا).
20. روض الرّياحين في مناقب الصالحين، وورد ذكره بـ: روض الرّياحين في حكايات الصّالحين، جمع فيه خمسمائة حكاية.
21. نزهة العيون النّواظر وتحفة القلوب والخواطر في اختصار روض الرياحين، وقد ذكر البعض أنّه نفس الكِتاب السّابق (روض الرّياحين).
22. أطراف عجائب الآيات والبراهين وأردف غرائب حكايات روض الرّياحين.
23. حلية الأخيار في أخبار أهل الأسرار.
24. نشر المحاسن الغالية في فضل مشايخ الصوفية أصحاب المقامات العالية.
25. الشّهد الحالي في فضل الصّالحين ومقامهم العالي.
26. نهاية المحيا في مدح شيوخ من الأصفيا.
27. الرّاح المختوم بالدر المنظوم في مدح الشّانح أصحاب السر المكتوم (قصيدة).
28. رسالة الملكيّة في طريق السّادة الصوفيّة.
29. جزء في بيان تعظيم مشايخ الصوفيّة للشّريعة السنيّة.
30. الرّسالة المكيّة في الطّريقة العليّة القادريّة.
31. أسنى المفاخر بمناقب الشّيخ عبد القادر، وقد يكون نفس كِتاب: خلاصة المفاخر في مناقب الشّيخ عبد القادر.
32. نشر الروض العطر في حياة سيّدنا أبي العبّاس الخضر.
33. مناقب الشافعيّ.
34. مهيجة الأشحان في ذكر الأحباب والأوطان.
35. الشّهد الشّفا في مدح المصطفى.
36. برياق العشاق في مدح حبيب الخلق والخلاق.
37. الدّرر في مدح سيد البشر.
38. مصباح الظّلام في المستغيثين بخير الأنام.
39. نشر الرّيحان في فضل المتحابّين في الله من الإخوان.
40. عالي الرّفعة في حديث السّبعة.
41. الدرّة الفصيحة في الوعظ والنصيحة.
42. الغرر في الوعظ والعِبَر.
43. الإرشاد والتّطريز في فضل ذكر الله وتلاوة كتابه العزيز، تحقيق محمد أديب الجادر.
44. الدر النظيم في خواص القرآن العظيم.
45. الأنوار اللّائحة في أسرار الفاتحة.
46. الفصول المحرّرة في شرح أسماء الله المطهّرة.
47. بهجة البدور في وصف الحور والتنقّل من دار الغرور إلى دار السّرور.
48. نفحات الأزهار ولمعات الأنوار.
49. نوادر المعاني.
50. الأوبة المكيّة في الألغاز اليافعيّة.
51. تاج الرّؤوس في الذّيل المأنوس على سوق العروس.
52. المنهل المفهوم في شرح ألسنة العلوم.
53. قصيدة تحتوي على عشرين عِلمًا أو أزيد، في نحو ثلاثة آلاف (3000) بيت.
54. الدرّة المستحسنة في تكرير العمرة.
55. معرفة أدلّة القبلة والأوقات المشتملات على الصّلاة والصّيام والفطور.
56. عقد للآلي المفصّل بالياقوت الغالي.
57. تخميس العينيّة.
58. عذبة المعاني الدّقيقة في التغزّل في الشّريعة والحقيقة.
59. الدّرّ النّفيس في فتح بئر اريس.
60. منظومة طبيّة.
61. الوسيلة إلى الله بأسمائه الحسنى الجليلة.
62. فخر الطّواف العنوان العزيز.
63. بحث السّماع.
64. قصيده في النّعت.
65. نور اليقين وإشارة أهل التّمكين.

## أقوال العلماء فيه
قال الإسنوي: كان (أي اليافعي) إماماً يُسترشَد بعلومه ويُقتدى، وعَلَماً يُستضاء ويُهتدى.
وقال أحمد بن عبد الرحيم بن العراقي عنه: الشيخ الإمام القدوة العارف الزَّاهد شيخ وقته.
وقال ابن الملقن: كان إماماً مُفتياً عاملاً ممَّن تَنزَّا الرحمة عند ذِكرُه.
وقال ابن تغري بردي في وصفه: الشيخ الإمام، العالم المسلِّك، العارف بالله تعالى، وشيخ الحرم وإمام المُسلِّكين، وشيخ الصوفية.
وقال عنه السُّبكي: الرجل الصالح.
وقال فيه محمد بن أحمد الحسني الفاسي صاحب (العقد الثمين): شيخ الحرم كان عارفاً بالفقه والأصولين والعربية والفرائض والحساب.
وقال عنه بدر الدين حسن بن حبيب، أديب حلب في كتابه (درة الأسلاك): «إماماً علمه يُقتبَس، وبركته تُلتمَس، وبهديه يُقتدى، ومن فضله يُحتذى، كان فريداً في العلم والعمل، مصروفاً إليه وجه الأمل، ذا ورع …».
وقال طاش كبري زادة في كتابه: (مفتاح السعادة): وبالجملة هو رجل عزيز الوجود، فرد زمانه، ونادرة أوانه.

## شعره
وكان شاعراً مجيداً،  وله ديوان شعر، معظمه في التصوف والزهد والموعظة والحكمة، في نحو عشر كراريس وله فيه شطحات أخذت عليه، وهو شعر متوسط لم يخل من صنعة وتكلف
على طريقة شعر العلماء في عصره.
وله قصيدة في علوم العربية من ثلاثة آلاف بيت، تشتمل على قريب من عشرين علماً.
ومن شعره:
وقوله:
ومن شعره في الغزل الصوفي قوله:
وقوله في تركه الدنيا ومتاعها:

## نثره
ونثره خالٍ من مسحة الجمال، استخدمه في عرض
أفكاره، ويغمض أحياناً بسبب العبارات والمصطلحات الصوفية، وربما لحقه شيء من الضعف والركاكة، فقد غلب الجانب العلمي على الجانب الأدبي عنده.
ومن نثره قوله في مقدمة كتابه «مرآة الجنان»:
«فهذا كتاب لخصته واختصرته مما ذكره أهل
التواريخ والسير، أولو الحفظ والإتقان في التعريف بوفيات بعض المشهورين المذكورين
الأعيان… مقتصراً في جميع ذلك على الاختصار بين التفريط المخل والإفراط الممل،
محافظاً على لفظ المذكورين في غالب الأوقات، وحاذقاً للتطويل وما يكره المتديّن
ذكره من الخلاعات…».

## صفاته ووفاته
ومن صفاته رضي الله عنه، أنه كان نحيفاً ربَعْة من الرجال، مُربياً للطلبة والمريدين ولهم به جمال وعزّه، فنعق بهم غراب التفريق، وشتت شمل سالكي الطريق، فتنكَّرت طباعُه، وبدت أوجاعه، فشكا من جسمه سقماً، ومن رأسه ألماً، وأقام أياماً قلائل، وتوفي إذ ذاك، بمكة المكرمة وهو فضيلها وفاضلها، وعالم الأبطح وعالمها، وذلك ليلة الأحد[ ؟ ] في العشرين من جمادى الآخرة سنة 768هـ ودفن ب مقبرة المعلاة، بجوار قبر الفضيل بن عياض